# Franz Julius Ferdinand Meyen

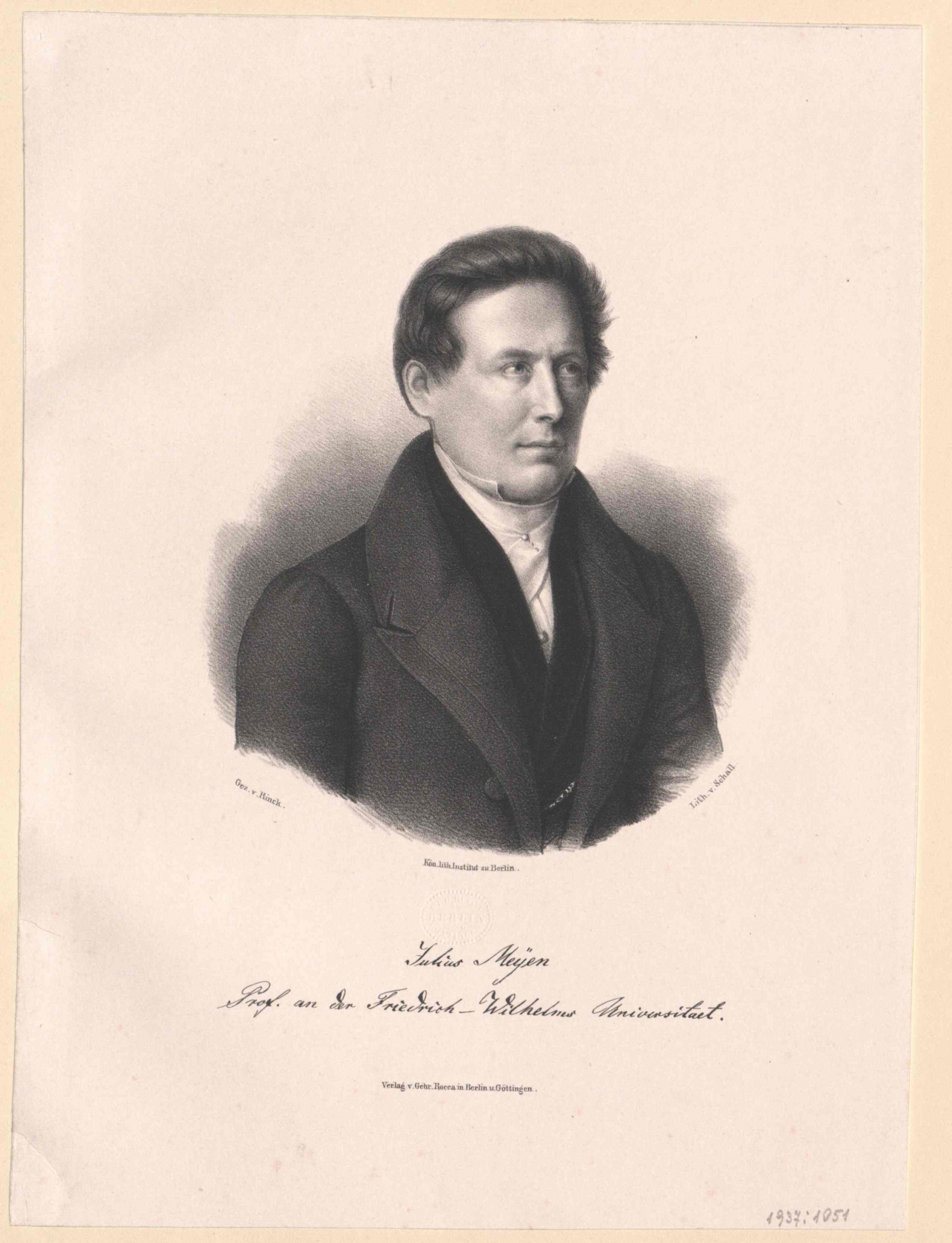
Porträt von Franz Julius Ferdinand Meyen

Franz Julius Ferdinand Meyen (* 28. Juni 1804 in Tilsit; † 2. September 1840 in Berlin) war ein deutscher Mediziner und Botaniker. Sein offizielles botanisches Autorenkürzel lautet „Meyen“.

## Leben
Sein Vater war der Präsident des Handelsgerichts in Tilsit und starb bereits 1811. Er erhielt seine schulische Bildung zunächst auf dem Gymnasium, um aber 1819 bei einem Apotheker in Memel in die Lehre zu gehen. 1821 kam Meyen nach Berlin, machte dort die Reifeprüfung und studierte von 1823 bis 1826 Medizin an der Universität Berlin. 1826 wurde er dort zum Dr. med. promoviert. Anschließend arbeitete Meyen als Militärarzt in Berlin, Köln, Bonn und Potsdam. Im Jahr 1828 wurde er zum Mitglied der Leopoldina gewählt.
Neben seiner beruflichen Tätigkeit beschäftigte er sich eingehend mit Botanik, vor allem mit der Histologie der Pflanzen. Auf Empfehlung Alexander von Humboldts nahm er von 1830 bis 1832 als Schiffsarzt auf der Princess Louise an einer Weltumsegelung teil, die ihn nach Brasilien, Chile, Peru, Polynesien, China und von hier mit kurzem Aufenthalt auf St. Helena nach Europa zurückführte.
Von seiner Reise brachte Meyen umfangreiche Sammlungen mit, deren Ergebnisse erst nach seinem Tode veröffentlicht wurden. Sie vermittelten ihm eine vielseitige Kenntnis der Vegetation der Erde aus eigener Anschauung, welche eine wesentliche Grundlage für sein 1836 erschienenes Buch Grundriß der Pflanzengeographie darstellte. Im ersten Abschnitt dieses Werkes behandelt er die Abhängigkeit der Vegetation vom Klima, im zweiten die Wirkungen des Bodens auf die Vegetation. Im dritten Abschnitt bespricht Meyen die physiognomischen Typen in Anlehnung an Alexander von Humboldt und schildert die Vegetation der verschiedenen Zonen und Regionen (einschließlich Vegetationsstatistik). Der letzte Abschnitt schließlich ist den Kulturpflanzen, ihrer Herkunft, Verbreitung, ihrem Anbau und ihrer Verwendung gewidmet.

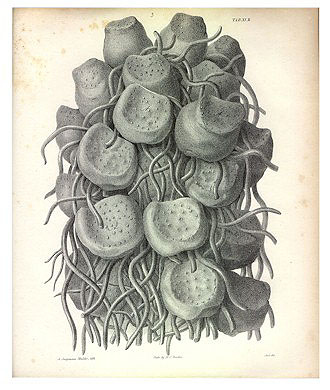
Franz Julius Ferdinand Meyen: Ueber die neuesten Fortschritte der Anatomie und Physiologie der Gewächse (1834)

 Im Jahre 1834 wurde er als außerordentlicher Professor für Botanik an die Universität Berlin berufen. In dieser Zeit setzte er seine histologischen Untersuchungen an Pflanzen fort und veröffentlichte unter anderem ein dreibändiges Werk über die Pflanzenphysiologie. In seinem Lehrbuch Phytotomie beschrieb er bereits vor Matthias Jacob Schleiden und Theodor Schwann eine Zelltheorie. Er unterschied die Pflanzenorgane Merenchym, Parenchym, Prosenchym und Pleurenchym nach der unterschiedlichen Form ihrer Zellen und war zudem überzeugt, dass das Wachstum der Pflanzen ausschließlich auf die Zellteilung zurückzuführen ist.
In Berlin-Lichtenberg ist eine Straße nach Julius Meyen benannt.
Er heiratete 1834 Mathilde Guse, eine Tochter des Hofrats Guse. Das Paar hatte bei seinem frühen Tod den Sohn Alexander (* 1835).

## Taxonomische Ehrung
Ihm zu Ehren wurde die Gattung Meyenia Nees der Pflanzenfamilie der Akanthusgewächse (Acanthaceae) benannt.

## Werke
- Anatomisch-physiologische Untersuchungen über den Inhalt der Pflanzenzellen, Berlin 1828
- Phytotomie, Berlin 1830
- Ueber die neuesten Fortschritte der Anatomie und Physiologie der Gewächse. Eine von der Teylerschen Gesellschaft zu Haarlem im Jahre 1835 gekrönte Abhandlung. Haarlem 1836
- Grundriss der Pflanzengeographie mit ausführlichen Untersuchungen über das Vaterland, den Anbau und den Nutzen der vorzüglichsten Culturpflanzen, welche den Wohlstand der Völker begründen. Berlin, Haude und Spenersche Buchhandlung. 478 S. (1836)
- Neues System der Pflanzenphysiologie, 3 Bände, Berlin 1837–1839
- Reise um die Erde ausgeführt auf dem Königlich preussischen Seehandlungs-schiffe Prinzess Louise, commandirt von Captain W. Wendt, in den Jahren 1830, 1831 und 1832, (wohl in mehreren Bänden) Sander‘schen Buchhandlung, Berlin, 1834